# 아르날도 포모도로
아르날도 포모도로(Arnaldo Pomodoro, 1926년 6월 23일 ~ 2025년 6월 22일)는 밀라노를 기반으로 활동한 이탈리아의 조각가이다. 그의 대표작은 매끄러운 외부와 깨진 내부를 가진 청동 구체인 구체 안의 구체(Sfera con Sfera)이다. 이 작품들은 유엔 본부, 캘리포니아 대학교 버클리, 트리니티 칼리지 (더블린), 워싱턴 D.C.의 허시혼 미술관과 조각 정원, 이스라엘의 텔아비브 대학교, 바티칸 박물관과 같은 공공장소에 전시되어 있다.

## 생애 및 경력

### 어린 시절
아르날도 포모도로는 1926년 6월 23일 몬테펠트로 지역의 로마냐에 있는 모르치아노에서 태어났다. 그의 아버지는 여러 직업을 가졌고 시도 썼으며, 어머니는 양재사로 일했다. 그는 건축가나 무대 디자이너가 되고 싶었지만, 리미니의 기술 측량사 연구소에서 학위를 받았다:205 또한 그곳에서 금세공사 훈련을 받았다. 그는 페사로의 공공사업 사무소에서 제2차 세계대전으로 손상된 역사적 건물의 복원 고문으로 일했으며, 금세공사로도 일했다. 그는 리미니의 예술 연구소에 다니며:205 무대 디자인을 공부했다.

### 1950년대–60년대
1953년, 포모도로는 밀라노 밀라노 왕궁에서 열린 피카소의 전시회에 참석하여 게르니카를 보았다. 이것은 그에게 강한 인상을 주었고,:189 1년 후 그는 밀라노로 이주하여 예술 공동체에 합류했고 루초 폰타나, 단젤로, 사네시, 엔리코 바지, 그리고 다른 예술가들과 친구가 되었다.:189 그는 은과 금을 덧입힌 보석 스타일의 오브제를 실험했다. 그의 작품은 피렌체의 갤러리아 누메로와 밀라노의 갤러리아 몬테나폴레오네에서 처음 전시되었다. 1955년, 그의 첫 조각품은 밀라노의 갤러리아 델 나빌리오에서 전시되었다. 그는 밀라노에서 열린 제10회 밀라노 트리엔날레에 참가했으며, 그의 형제 조와 함께 1956년 베네치아 비엔날레에도 참여하여:205 첫 국제적 인정을 받았다.
포모도로는 미국 예술을 연구하기 위한 보조금을 받아 1959년 미국으로 여행했다.:189 그는 MoMA를 방문하여 브랑쿠시의 조각품을 본 것이 자신의 작품에 강한 영감을 주었다고 설명했다.:190 샌프란시스코에서 그는 캘리포니아 미술 학교에서 가르치던 마크 로스코를 만났다. 뉴욕에서 포모도로는 코스탄티노 니볼라와 엔리코 도나티를 만나 프란츠 클라인, 재스퍼 존스, 앤디 워홀 등과 같은 예술가들을 소개받았다.:190 그는 또한 조각가 데이비드 스미스와 루이즈 네벨슨을 만났고, 이탈리아 예술가들을 위한 전시회인 '이탈리아의 새로운 작품'을 조직했다.:205
1960년대에 포모도로는 정육면체와 삼각형과 같은 기하학적 형태로 더 큰 작품을 만들기 시작했다. 일부 평론가들은 그것들을 폭격으로 인해 파사드가 벗겨진 건물로 보았다. 그는 뉴욕의 말버러 파인 아트와의 협력을 발전시켰다. 1963년, 포모도로는 제7회 상파울루 비엔날레에서 국제 조각상을 수상했으며, 1964년에는 제32회 베네치아 비엔날레에서 국립 조각상을 수상했다.:205 포모도로는 부분적으로 광택 처리된 청동으로 덮인 구체를 제작했으며, 뉴욕 근대미술관은 1964년에 그의 '구체 I'을 구입했다. 1966년, 그는 스탠퍼드 대학교의 상주 예술가가 되었고, 이후 UC 버클리와 밀스 칼리지에서도 활동했다.:205 그는 1967년 몬트리올 엑스포의 이탈리아관을 위해 '스페라 그란데'를 제작하며 기념비적인 구체 프로젝트를 시작했다. 이 조각품은 현재 로마의 파르네시나 궁전 앞에 위치해 있다. 그는 1967년 피츠버그의 카네기 인스티튜트 (피츠버그)에서 국제 조각상을 수상했다.:205

### 1970년대–80년대

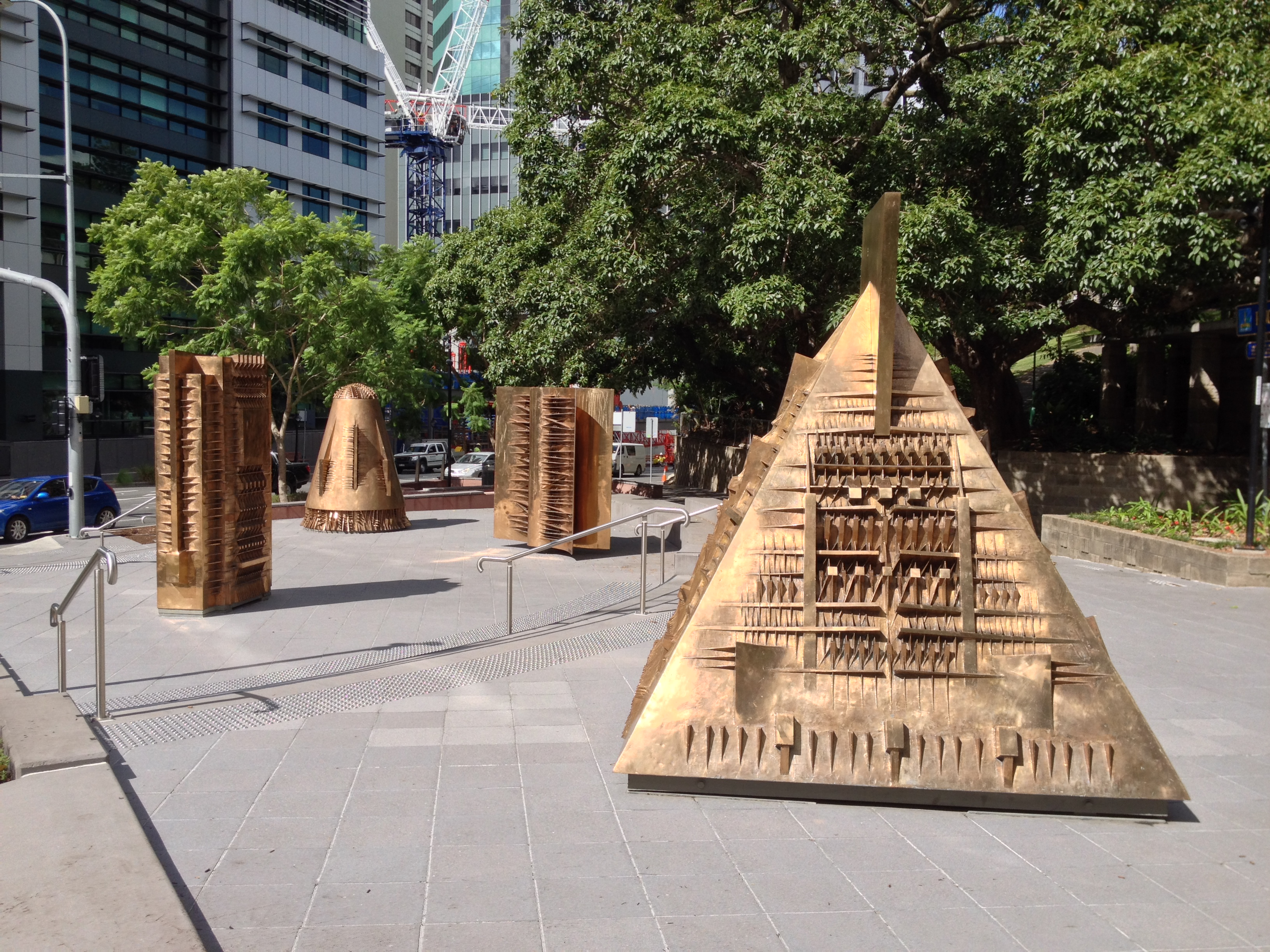
브리즈번의 신화의 형태 (Forme del Mito)

1972년, 아르날도 포모도로는 다시 무대 디자인으로 돌아와 취리히에서 상연된 클라이스트의 희곡 하일브론의 캐트헨 작업을 했다. 1984년에는 피렌체의 포르테 디 벨베데레에서 대규모 회고전을 열었다.:205 1988년, 포모도로는 베네치아 비엔날레와 브리즈번에서 열린 세계 박람회의 국제 조각 전시회에 참가했다. 엑스포에 전시된 그의 작품 '신화의 형태 (Forme del Mito)'는 후에 브리즈번 시의회에 의해 브리즈번 시를 위해 구입되었다.

### 1990년대–2025년

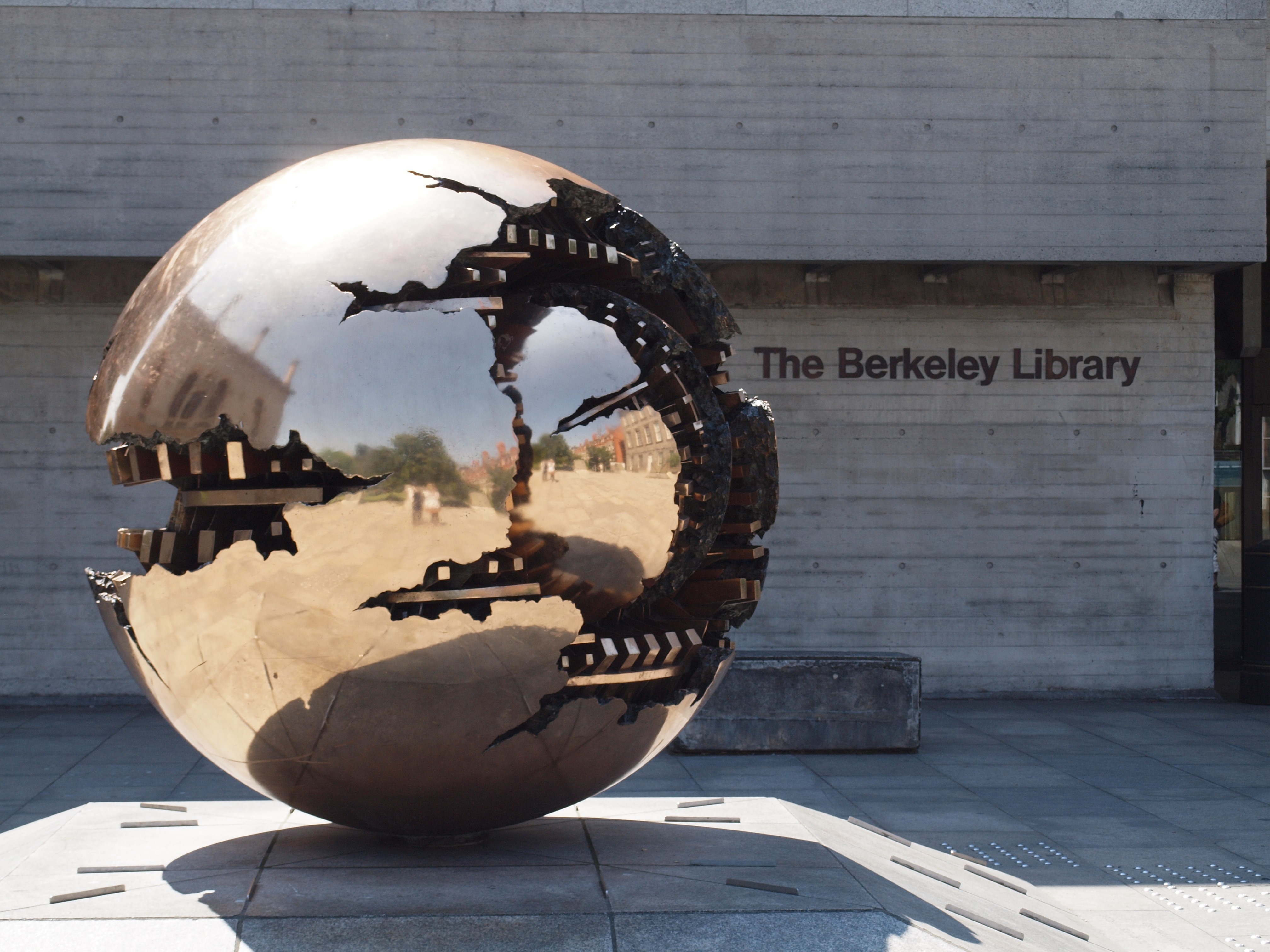
트리니티 칼리지 더블린 버클리 도서관의 구체 안의 구체

1990년, 포모도로는 일본미술협회로부터 조각 부문 다카마쓰노미야 전하기념 세계문화상을 수상했다.:206 그의 작품 '구체 안의 구체'는 바티칸 박물관의 소나무 정원에 설치되었다. 이 제목의 작품들은 그의 상징적인 대표작이 되었는데, 광택이 나는 매끄러운 외부와 깨진 내부를 가진 거대한 청동 구체로, 그는 이를 외부의 피상적인 완벽함과 내부의 복잡하고 혼란스러운 모습에 비유했다. 바티칸의 구체는 바람에 반응하는 메커니즘을 특징으로 한다. 1992년, 그는 트리니티 칼리지 (더블린)에서 명예 박사 학위를 받았고, 이때 '구체 안의 구체'가 설치되었다. 다음 해에는 밀라노의 브레라 미술원 명예 회원으로 지명되었다.:206
1995년, 아르날도 포모도로 재단이 현대 미술을 위한 문화 및 전시 센터로 설립되었다. 원래는 예술가의 작품을 기록하고 보관하는 센터로 구상되었으나, 2005년에 전시 공간을 열어 얀니스 쿠넬리스, 루초 폰타나, 로버트 라우션버그와 같은 저명한 예술가들의 전시회를 개최했다.
1996년, '구체 안의 구체'가 이탈리아가 새천년을 기념하여 기증한 작품으로 유엔 본부에 설치되었다. 이 작품의 바깥 껍질은 "안쪽 구체가 부화하는 것처럼" 부서져 열리며, 작가는 이를 "덜 혼란스럽고 파괴적인 세상의 재탄생을 위한 약속"이라고 설명했다. 포모도로는 이탈리아 공화국 대십자 기사장(Cavaliere di gran croce dell'Ordine al merito della Repubblica italiana)을 수상했다.:206
2002년, 그는 밀워키, 위스콘신의 성 요한 복음사가 대성당을 위한 논란의 여지가 있는 유리섬유 십자가를 디자인했다. 이 작품은 그리스도 형상 위에 4.5m 지름의 가시 면류관이 떠 있는 형태이다.
2014년-2015년에 포모도로는 1975년에 시작된 그의 근본적인 작품 중 하나인 피에트라루비아 그룹을 완성했다.:206 그는 이 프로젝트의 아이디어를 다음과 같이 설명했다.
1970년대 초, 페사로 친구들의 조언으로 마르케주와 로마냐 사이에 있는 몬테펠트로의 작은 마을인 피에트라루비아를 방문했는데, 전설에 따르면 980년에 지어진 곳이었다. 그 당시 마을은 거의 완전히 버려져 있었다. 나는 어떻게든 그곳이 다시 태어나야 한다는 것을 깨달았다. 예술가들의 참여를 통하지 않고서는 어떻게 가능하겠는가? 내가 시작해야 했다. 그래서 나는 내 작품 중 하나를 피에트라루비아에 헌정하고, 일련의 조각들을 하나의 사이클로 계획했다. 그리하여 '피에트라루비아 그룹'이 탄생했는데, 이것은 '진행 중인' 작업으로, 일련의 조각들로 정의되는 공간, 즉 모든 것이 조각이 된 공간으로, 역사는 항상 같다는 의미에서 특정한 가치, 특정한 역사적 가치에 의미를 부여한다... 요컨대, 나는 이 작품을 보는 누구라도 그 안에서 중세에서 오는 정신, 즉 떠오르는 문, 도개교, 토대, 열리고 닫히며 음과 양의 책으로도 볼 수 있는 문을 읽을 수 있기를 바란다.

포모도로는 2024년 현재도 활발히 활동하고 있으며, 그해 밀라노의 코르테시 갤러리에서 최근작을 전시했다. 그의 작품인 구체 안의 구체(Sfera con Sfera) 중 일부는 뉴욕시 시나이 산 병원, 워싱턴 D.C.의 허시혼 미술관과 조각 정원, 인디애나폴리스의 기독교 신학 대학원, 샌프란시스코의 드 영, 테헤란 현대 미술관, 아이오와주 디모인의 아메리칸 리퍼블릭 보험사, 오하이오주 콜럼버스의 콜럼버스 미술관, 캘리포니아 대학교 버클리 캠퍼스의 서쪽 입구, 버지니아주 리치몬드의 버지니아 미술관, 스탠퍼드 대학교 조각 정원, 뉴욕주 퍼체이스의 도널드 M. 켄달 조각 공원, 그리고 텔아비브 대학교 등 공공장소에 전시되어 있다.

## 개인 생활 및 죽음
포모도로는 밀라노에서 살며 작업했으며, 그곳에서 그의 형제 조 포모도로와 협력했다.
포모도로는 2025년 6월 22일, 밀라노 자택에서 98세의 나이로 사망했다.

## 인용문
형태와 움직임에 대해::199
나에게 조각은 가능한 한 재료의 무게와 작품의 고정된 기반을 제거하기 위해 공간으로 투영되어야 한다. 나는 항상 정지 상태나 도달했거나 예측 가능한 질서에 대한 강렬한 대비를 만들기 위해 불균형 상태의 강화를 통해 움직임을 표현하려고 노력해왔다.— 아르날도 포모도로

## 연극 및 오페라 무대 디자인
포모도로의 오페라 및 연극 디자인 작품은 다음과 같다.
- 로시니의 세미라미데 (1982), 로마 오페라 극장[7]
- 아이스킬로스의 글을 바탕으로 한 에밀리오 이스그로의 오레스테아 디 지벨리나 (1983–1985), 팔레르모 마시모 극장[2]
- 크리스토퍼 말로의 디도네 (1986)
- 글루크의 알체스테 (1987), 제노바 카를로 펠리체 극장 – 무대 및 의상[2][7]
- 스트라빈스키의 오이디푸스 렉스 (1988), 시예나
- 이집트 시인 아흐마드 샤우키의 클레오파트라의 열정 (1989)[2]
- 주네의 스크린 (1990), 볼로냐 시립극장 – 무대 및 의상
- 베르나르마리 콜테스의 목화밭의 고독 속에서 (1992)
- 유진 오닐의 더 웅장한 저택들 (1993)
- 비토리오 알피에리의 오레스테 (1993)
- 안토니오 타란티노(이탈리아어판)의 스타바트 마테르, 요한에 따른 수난곡, 복되신 동정 마리아의 저녁 기도 (1994–1995)
- 핀터의 문라이트 (1995)
- 유진 오닐의 바다 희곡들 (1996)[2]
- 장 아누이의 안티고네 (1996)
- 셰익스피어의 폭풍 (1998) – 무대 및 의상
- 푸치니의 나비 부인 (2004), 토레 델 라고 푸치니 축제[2][7]
- 베르디의 가면 무도회 (2005), 라이프치히 오페라 – 무대 및 의상
- 파비오 바키의 테네케 (2007), 밀라노 스칼라 극장 – 무대 및 의상

## 상훈 및 수상
- 국제 조각상, 제7회 상파울루 비엔날레, 1963[8][6]:205
- 국립 조각상, 제32회 베네치아 비엔날레, 1964[8]
- 국제 조각상, 카네기 인스티튜트 (피츠버그), 1967[8]
- 다카마쓰노미야 전하기념 세계문화상 조각 부문, 일본미술협회, 1990[7]
- 문학 명예 박사 학위, 트리니티 칼리지 (더블린), 1992[3]
- 이탈리아 공화국 대십자 기사장, 1996[7]
- 국제 조각 센터 현대 조각 평생 공로상, 2008.[17]

## 갤러리

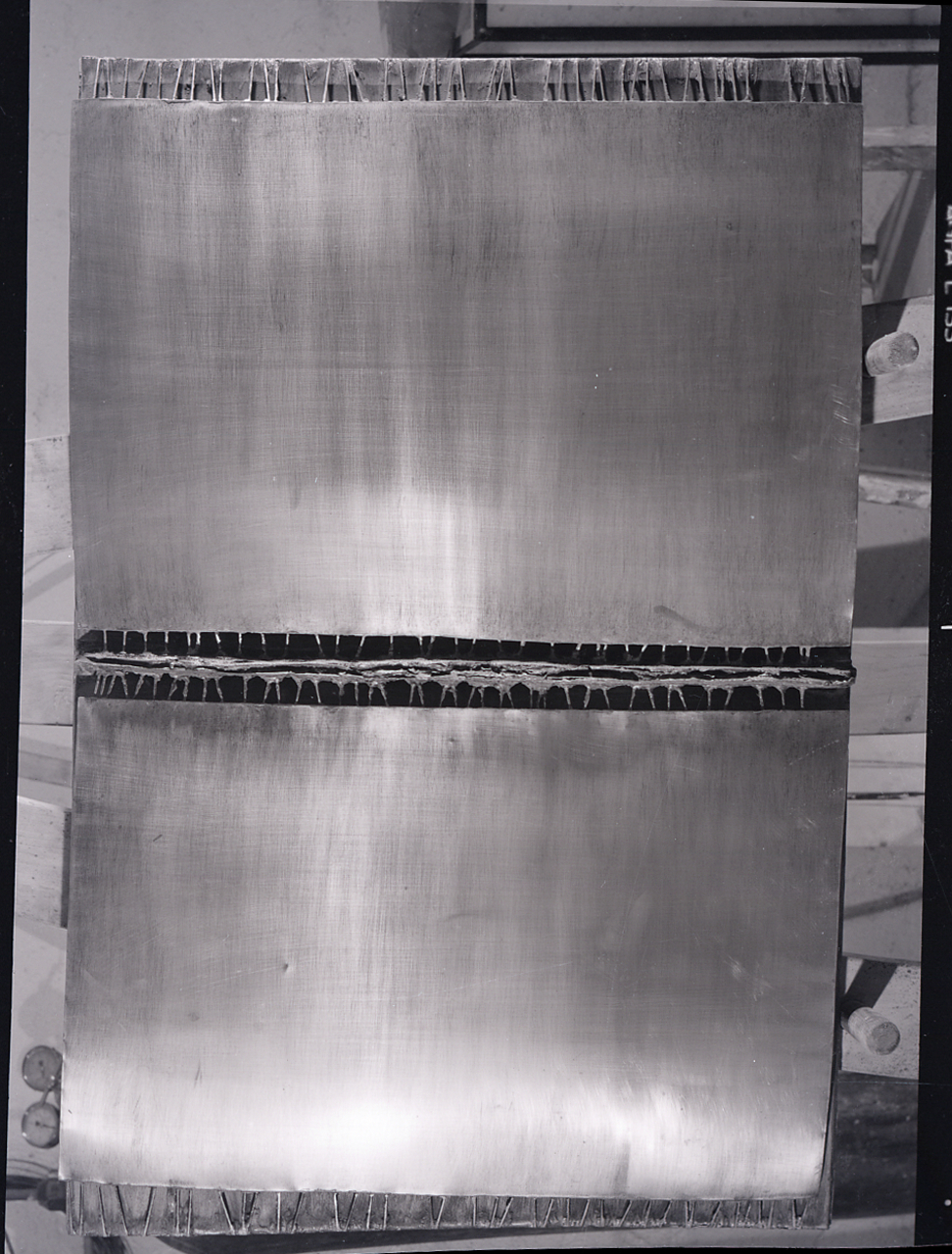
포모도로 작품, 1965
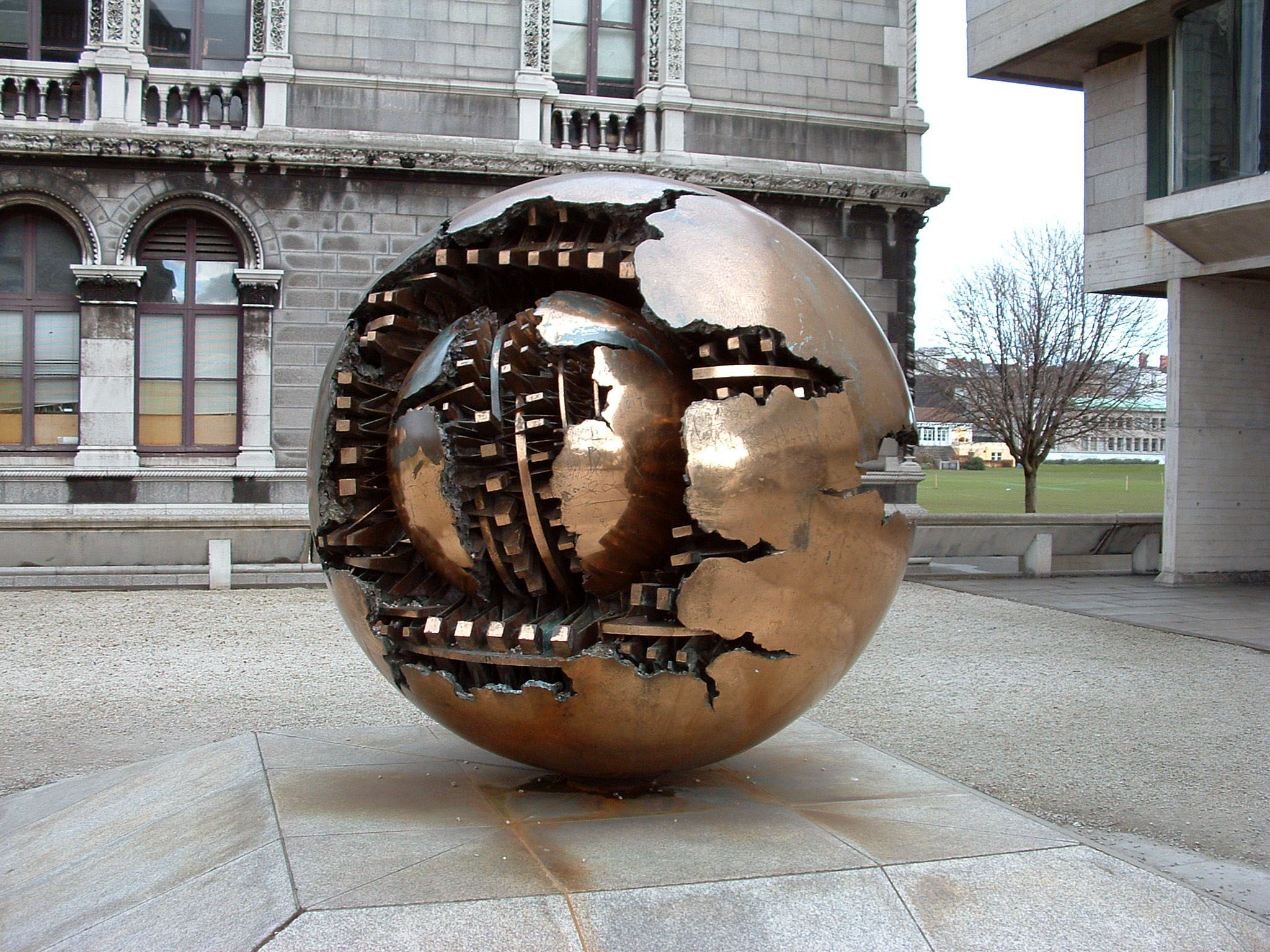
트리니티 칼리지 더블린의 구체 안의 구체
코펜하겐 아말리에하븐의 기둥
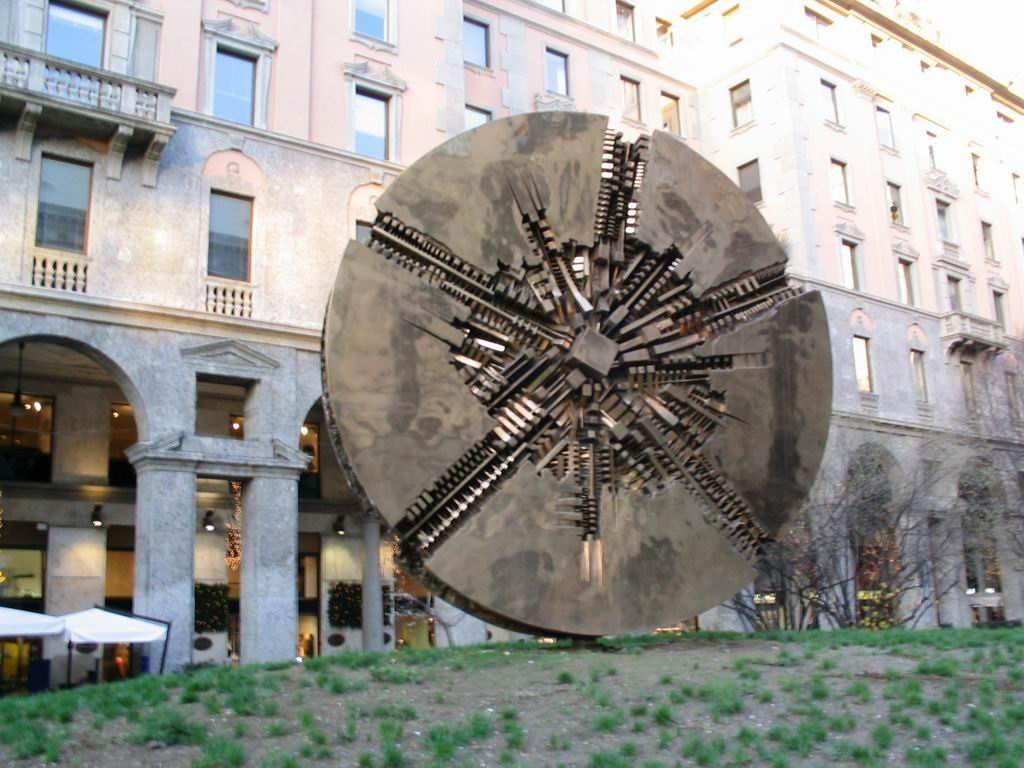
밀라노의 대형 원반

## 더 읽어보기
- Radford, Georgia, and Warren Radford (1978). Sculpture in the Sun: Hawaii's Art for Open Spaces. University of Hawaii Press. p. 95. ISBN 978-0-8248-0526-5. OCLC 4005107.